# Zeleni vir
Zeleni vir je potok in istoimenski naravni rezervat na Hrvaškem. 
Rezervat Zeleni vir, ki je tudi priljubljena turistična in izletniška točka, leži v  Primorsko-goranski županiji pod naseljem Planina Skradska v bližini Skrada na nadmorski višini okoli 320 mnm. Okoli potoka je speljanih nekaj sprehajalnih in planinskih poti. V rezervatu se nahajata 800 metrov dolg kanjon Vražji prolaz in jama Muževa hižica. 
Na potoku Zeleni vir je gradbeni podjetnik Josip Lončarič po 1. svetovni vojni zgradil manjšo istoimensko hidrocentralo, ki je v tistem času z električno energijo oskrbovala ves Gorski kotar.